# The Prosecuting Attorney (film 1912)
The Prosecuting Attorney è un cortometraggio muto del 1912 scritto e diretto da Colin Campbell. Prodotto dalla Selig Polyscope Company, aveva come interpreti Kathlyn Williams, Charles Clary, Frank Weed, George L. Cox, Winifred Greenwood, Harry Lonsdale.

## Trama
Condannata per truffa insieme al suo socio, Nina Brooks sconta alcuni anni di carcere. Uscita di galera, viene presa in carico da Mary Moore, che si occupa del recupero delle donne sfortunate. Nina si lascia coinvolgere pure lei da quel tipo di missione che abbraccia con entusiasmo. Mentre si dedica a quel nuovo lavoro, incontra Henry Lewis, un filantropo, che è stato però anche l'avvocato dell'accusa al suo processo e, di conseguenza, responsabile della sua condanna. I due si innamorano e si sposano. Quando Joe, il vecchio socio di Nina, scappa di prigione, inizia a perseguitare la donna, ricattandola. Nina gli spara. Il marito, riconosciuto Joe, lo associa al passato della moglie e, per salvarla, si assume la responsabilità della tragedia, consegnandosi alle autorità.

## Produzione
Il film fu prodotto da William Nicholas Selig per la sua compagnia, la Selig Polyscope Company.

## Distribuzione
Distribuito dalla General Film Company, il film - un cortometraggio di una bobina - uscì nelle sale cinematografiche statunitensi l'11 gennaio 1912.